# (11758) Sargent
(11758) Sargent (4035 P-L) – planetoida z pasa głównego asteroid okrążająca Słońce w ciągu 5,6 lat w średniej odległości 3,15 j.a. Została odkryta 24 września 1960 roku.